# Dassault Falcon 2000
Die Dassault Falcon 2000 (ursprünglich Falcon X genannt) ist ein Geschäftsreiseflugzeug der französischen Firma Dassault Aviation aus der Falcon-Baureihe. Sie hatte ihren Erstflug im Jahr 1993 und wird seit 1995 an die Kunden ausgeliefert. Technisch handelt es sich um eine verkleinerte zweistrahlige Variante der Dassault Falcon 900 mit geringerer Reichweite. Die Variante Falcon 2000LXS befindet sich nach wie vor in Produktion.

## Entwicklung
Dassault entwickelte die Falcon 2000 unter dem Projektnamen Falcon X in Zusammenarbeit mit Alenia Aeronautica ab 1989, um die Lücke zwischen der kleinen Falcon 50EX und der großen Falcon 900 zu schließen, die nach dem Produktionsende der Modelle Falcon 10 und Falcon 20 1988 respektive 1990 die einzigen Geschäftsreiseflugzeuge von Dassault waren. Der Falcon 2000 war Dassaults erstes ohne physisches Modell komplett in CATIA konstruiertes Flugzeug. Vier Jahre später, am 4. März 1993, erfolgte der Erstflug und im November 1994 wurde die Serienfertigung aufgenommen. Im Februar 1995 startete schließlich die Auslieferung an die Kunden. Die monatliche Fertigungsrate wurde im Jahr 1999 mit zwei Flugzeugen angegeben. Bis Ende 2008 wurden insgesamt über 430 Falcon 2000 aller Varianten ausgeliefert. Ab 2013 wurde die neue Version 2000S ausgeliefert.

## Technik

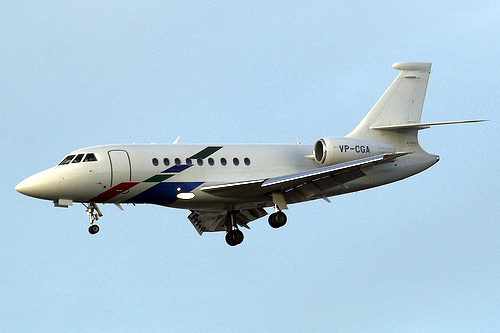
Falcon 2000

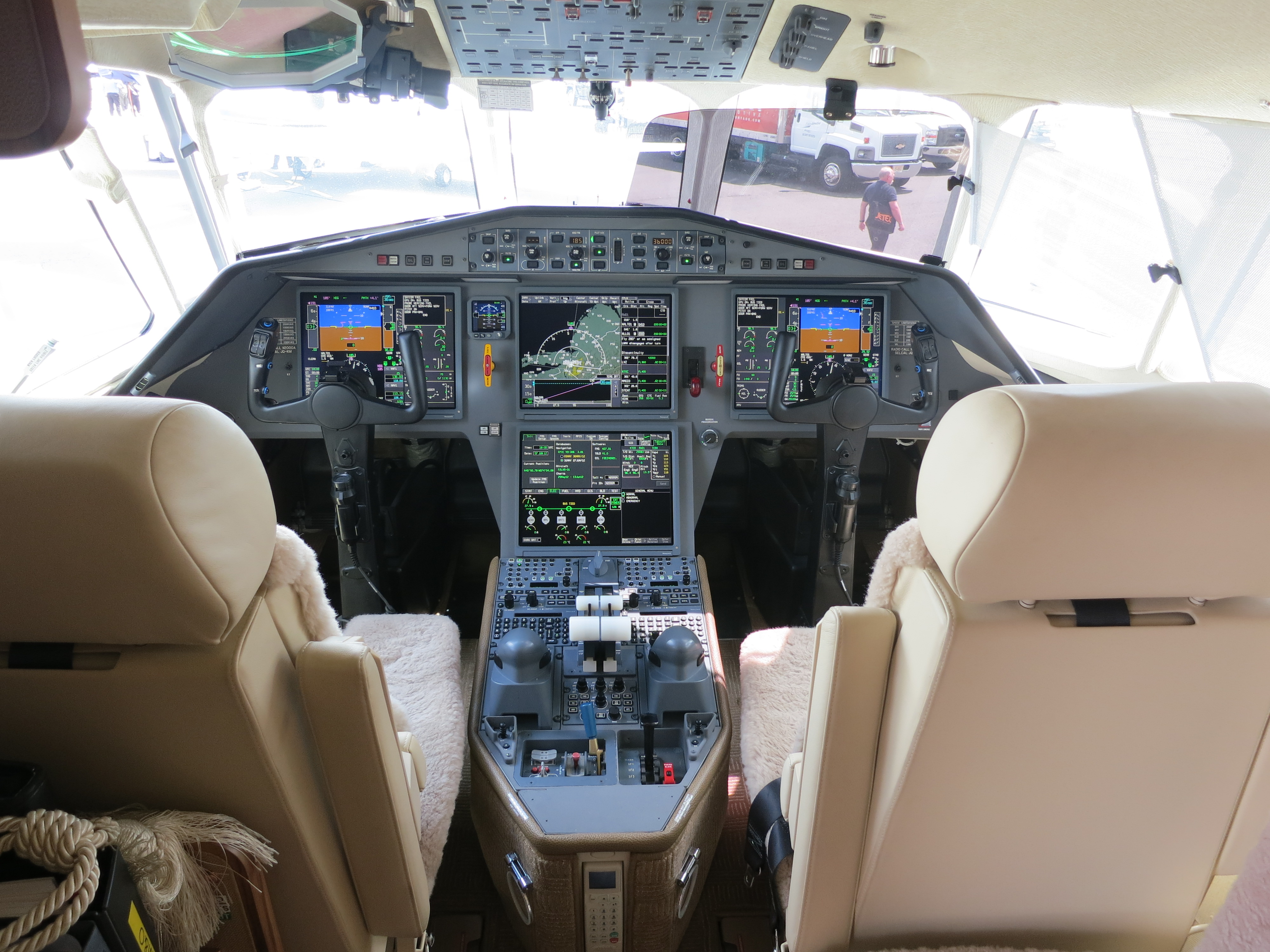
Cockpit der Dassault Falcon 2000 LX

Technisch handelt es sich bei der Falcon 2000 um eine verkleinerte Falcon 900 mit nur zwei Triebwerken. Zwar weist die Falcon 2000 mit rund 20,2 m fast genau die gleiche Länge auf wie die Falcon 900, der Innenraum ist aber etwa 20 % kleiner. Zurückzuführen ist dies auf die durch das entfallene stabilisierende dritte Triebwerk komplett geänderte Aerodynamik, die ein längeres Heck notwendig machte. Äußerlich ist dies vor allem daran zu erkennen, dass die Falcon 2000 gegenüber der Falcon 900 bei gleicher Länge über drei Fenster weniger verfügt. Auf der Seite der Vorteile ermöglicht die Konfiguration mit kleinerem Innenraum und nur zwei Triebwerken neben niedrigeren Anschaffungskosten vor allem einen deutlich geringeren Treibstoffverbrauch und somit entsprechend reduzierte Betriebskosten.
Der Innenraum der Falcon 2000 weist exakt denselben Rumpfquerschnitt wie das Ursprungsmuster Falcon 900 auf, das mit einer Höhe von 1,88 m durchgehende Stehhöhe ermöglicht. Im Gegensatz zum Ursprungsmuster ist die Kabine mit einer Länge von 7,98 m ohne Gepäckabteil und Cockpit allerdings deutlich kürzer. Die Kabine bietet je nach Konfiguration in üblicher Businessjetausstattung acht bis zwölf Personen Platz; bei sehr enger Bestuhlung in Dreierreihen ist es aber auch möglich, bis zu 19 Passagiere unterzubringen. Das extern zugängliche Gepäckabteil ist knapp 4 m² groß und kann mit bis zu 725 kg beladen werden. Das Cockpit ist für den Zwei-Mann-Betrieb ausgelegt und weist ein Pro-Line-4-Glascockpit von Rockwell Collins mit vier CRT-EFIS-Displays auf. Als Option wurde zudem ein Head-up-Display angeboten.
Angetrieben wird die Falcon 2000 je nach Version von zwei CFE738-1-1B von General Electric Aviation und Garrett (heute Teil von Honeywell International), die jeweils 25,46 kN Schub bereitstellen oder von zwei Pratt & Whitney PW308C. Alle seit 1999 gebauten Falcon 2000 werden zudem mit Schubumkehr ausgerüstet, was die Landestrecke verkürzt. Die Triebwerksgondeln gehören dabei neben dem Hecksegment des Rumpfes zum Fertigungsanteil von Alenia.

## Varianten

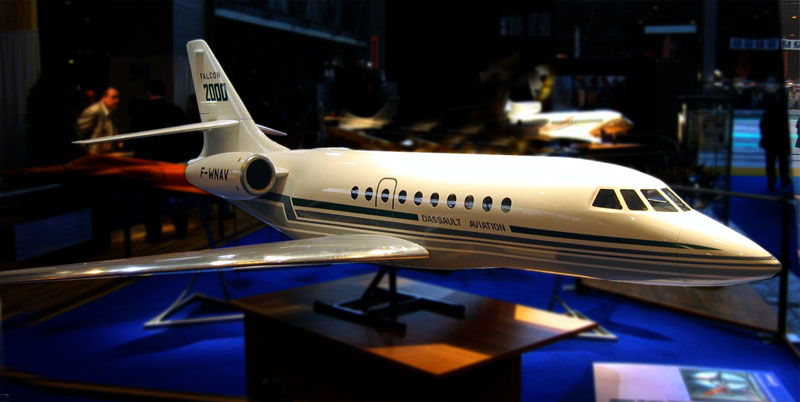
Modell der Dassault Falcon 2000EX

### Falcon 2000EX
Die Falcon 2000EX ist eine Weiterentwicklung der Falcon 2000 mit gesteigerter Reichweite. Neben neuen Triebwerken vom Typ PW308C von Pratt & Whitney, die eine um über 20 % auf 31,13 kN gesteigerte Schubkraft und eine höhere Treibstoffeffizienz aufweisen, wurde dies vor allem durch eine um 31 % gesteigerte Treibstoffkapazität erzielt. Insgesamt konnte die Reichweite so um rund 1250 km auf etwa 7.040 km unter IFR-Reserven nach NBAA gesteigert werden. Um die gestiegene Masse zu verkraften, mussten zudem punktuelle Verstärkungen unter anderem am Fahrwerk und an den Bremsen, die von Messier Bugatti (ein Teil von Safran) zugeliefert werden, vorgenommen werden. Der Erstflug einer so modifizierten Falcon 2000 erfolgte am 25. Oktober 2001. Im März 2003 erteilten die EASA und die FAA die Zulassung, und im Mai desselben Jahres wurde die erste Maschine ausgeliefert.
Falcon 2000EX EASy
Mit Falcon 2000EX EASy werden Falcon 2000EX bezeichnet, die mit dem moderneren EASy-Glascockpit von Honeywell International ausgerüstet sind. Der Erstflug wurde am 29. Januar 2003 unternommen, und im Juni des folgenden Jahres wurde die Falcon 2000EX EASy zugelassen.

### Falcon 2000DX
Die Falcon 2000DX wurde ab Oktober 2005 konzipiert, um die Basisausführung Falcon 2000 in der Produktion abzulösen. Technisch entspricht die DX weitgehend der EX, insbesondere wurden die stärkeren Triebwerke und das überarbeitete Cockpit übernommen. Allerdings wurde der Tankinhalt um 900 kg reduziert, was wiederum die Reichweite auf 6.019 km reduziert. Der Erstflug erfolgte im Juni 2007, und am 19. September respektive 3. Oktober desselben Jahres erteilten EASA und FAA die Zulassung. Die erste Falcon 2000DX wurde im März 2008 einem Kunden übergeben.

### Falcon 2000LX
Die Falcon 2000LX ist eine mit Blended Winglets von Aviation Partners Inc. (API) ausgerüstete Falcon 2000EX, was die Spannweite um 2,06 m erhöht und die Effizienz um rund 5 % verbessert. Die maximale Reichweite bei einer Geschwindigkeit von Mach 0,8 steigt somit von 7.040 auf 7.400 km. Die LX flog im Frühjahr 2007 zum ersten Mal und erhielt die Zulassung durch die EASA und die FAA am 23. respektive 30. April 2009. Die LX löste im Jahr 2010 die EX ab, die nun nicht mehr hergestellt wird. Bestehende EX-Modelle können mit den Winglets nachgerüstet werden und sind dann mit neugebauten LX-Modellen identisch.

### Falcon 2000 LXS Albatros
Marine nationale française: 7 (bestellt, insgesamt 12 geplant); Die Dassault LXS Albatros ist die Version eines Seeaufklärers auf Basis der Falcon LXS für die Aéronavale für die französischen Überseegebiete. Im Rahmen des Projekts AVion de Surveillance et d’Intervention MARitime (AVSIMAR) soll sie die veralteten Falcon 200 Gardian ab 2025 in den Beständen der französischen Marine ersetzen. Zu diesem Zweck sind die Luftfahrzeuge mit FLIR, Radar, vier Unterflügelstationen und vier Terminals für Operatoren ausgerüstet. Der Erstflug erfolgte Anfang 2025.

### Falcon 2000S

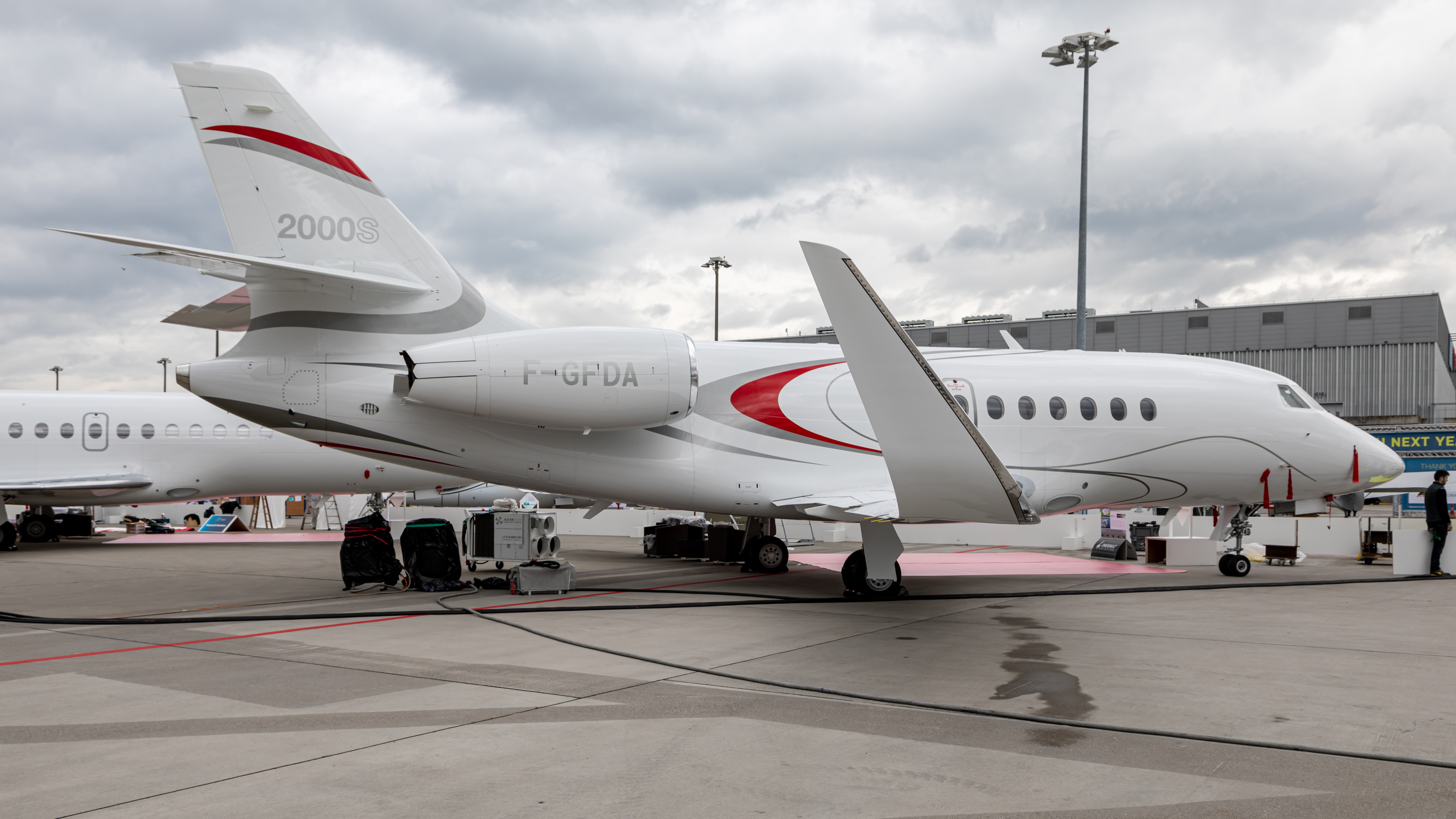
Falcon 2000S mit Blended Winglets

Im Mai 2011 kündigte Dassault an der EBACE eine neue Version der Falcon 2000, die Falcon 2000S, an, die die 2000DX als Einstiegsmodell ersetzen soll. Im März 2013 erfolgte die Typenzulassung durch die EASA, im April folgte die FAA-Zulassung. Dank der Verwendung von Blended Winglets und einer verbesserten Variante des PW308C-Triebwerks, welches insbesondere eine neue Brennkammer enthält, sollte die Effizienz und die Reichweite gegenüber der Falcon 2000DX leicht auf nunmehr 6200 km gesteigert werden. Die Stickstoffemissionen sollten gar um 20 % sinken. Aufgrund der Flugleistungen kann die Version 2000S auch auf Flughäfen wie London City eingesetzt werden, die einen steileren Anflugwinkel erfordern.
Im Cockpit kommt erstmals das von Dassault und Honeywell gemeinsam entwickelte EASy-2-Glascockpit zum Einsatz. Das Interieur wurde von BMW Group DesignworksUSA, die auch bereits ein Interieur der Falcon 7X entwarfen, komplett neu gestaltet. Der Erstflug dieser Version erfolgte am 17. Februar 2011 vom Flughafen Bordeaux-Mérignac.
Als Version mit längerer Reichweite wird seit Oktober 2012 die Falcon 2000LXS angeboten. Es wurden 47 (Stand Januar 2024) Falcon 2000S verkauft, 60 % davon nach Nordamerika.

## Technische Daten
| Kenngröße                   | Falcon 2000                                | Falcon 2000EX (EASy)        | Falcon 2000DX               | Falcon 2000LX               | Falcon 2000S                |
| --------------------------- | ------------------------------------------ | --------------------------- | --------------------------- | --------------------------- | --------------------------- |
| Besatzung                   | 2                                          | 2                           | 2                           | 2                           | 2                           |
| Passagiere                  | je nach Bestuhlung 8 bis 19                | je nach Bestuhlung 8 bis 19 | je nach Bestuhlung 8 bis 19 | je nach Bestuhlung 8 bis 19 | je nach Bestuhlung 8 bis 19 |
| Länge                       | 20,23 m                                    | 20,23 m                     | 20,23 m                     | 20,23 m                     | 20,23 m                     |
| Höhe                        | 7,06 m                                     | 7,06 m                      | 7,06 m                      | 7,06 m                      | 7,06 m                      |
| Spannweite                  | 19,33 m                                    | 19,33 m                     | 19,33 m                     | 21,38 m                     | 21,38 m                     |
| Flügelfläche                | 49,02 m²                                   | 49,02 m²                    | 49,02 m²                    | 49,02 m²                    | 49,02 m²                    |
| Flügelpfeilung              | 29°                                        | 29°                         | 29°                         | 29°                         | 29°                         |
| Rumpfdurchmesser            | 2,5 m                                      | 2,5 m                       | 2,5 m                       | 2,5 m                       | 2,5 m                       |
| Kabinenlänge                | 7,98 m                                     | 7,98 m                      | 7,98 m                      | 7,98 m                      | 7,98 m                      |
| Kabinenbreite               | 2,35 m                                     | 2,35 m                      | 2,35 m                      | 2,35 m                      | 2,35 m                      |
| Kabinenhöhe                 | 1,88 m                                     | 1,88 m                      | 1,88 m                      | 1,88 m                      | 1,88 m                      |
| Rüstmasse                   | 9435 kg                                    | 10.519 kg                   | 10.519 kg                   | 10.519 kg                   | 10.519 kg                   |
| max. Startmasse             | 16.239 kg                                  | 18.734 kg                   | 18.597 kg                   | 19.142 kg                   | 18.597 kg                   |
| Höchstgeschwindigkeit       | Mach 0,85                                  | Mach 0,85                   | Mach 0,85                   | Mach 0,85                   | Mach 0,85                   |
| Anfangssteiggeschwindigkeit | 17,4 m/s                                   | 17,4 m/s                    | 17,4 m/s                    | 17,4 m/s                    | 17,4 m/s                    |
| Dienstgipfelhöhe            | 14.300 m                                   | 14.300 m                    | 14.300 m                    | 14.300 m                    | 14.300 m                    |
| max. Reichweite             | ca. 5.790 km                               | ca. 7.040 km                | ca. 6.019 km                | ca. 7.400 km                | ca. 6.200 km                |
| Triebwerke                  | zwei General Electric Aviation CFE738-1-1B | zwei Pratt & Whitney PW308C | zwei Pratt & Whitney PW308C | zwei Pratt & Whitney PW308C | zwei Pratt & Whitney PW308C |
| Schubkraft                  | 25,46 kN                                   | 31,13 kN                    | 31,13 kN                    | 31,13 kN                    | 31,13 kN                    |

## Vergleichbare Modelle
- Cessna Citation X
- Bombardier Challenger 300
- Bombardier Challenger 600
- Gulfstream G200
- Gulfstream G280
- Hawker 4000
- Embraer Legacy 500

## Kunden
Üblicherweise sind die Maschinen zielgruppengerecht bei Businessfliegern und Privatleuten anzutreffen. So besaß beispielsweise Michael Schumacher eine Falcon 2000 LX.